# Brakwater-slijkgarnaal
De brakwater-slijkgarnaal (Corophium multisetosum) is een vlokreeftensoort uit de familie van de Corophiidae. De wetenschappelijke naam van de soort werd in 1952 voor het eerst geldig gepubliceerd door J. H. Stock.

## Beschrijving
De brakwater-slijkgarnaal is een vrij slank, zijdelings afgeplat vlokreeftje die maximaal 9 mm groot wordt. Het is grijsbruin van kleur met donkere vlekken, soms lichter of roze van kleur.

## Verspreiding en leefgebied
De brakwater-slijkgarnaal werd in de jaren 1950 voor het eerst aangetroffen in Nederland. Sindsdien wordt deze soort gevonden aan de kusten van Frankrijk, Duitsland, Polen en de Britse Eilanden. Het bouwt modderholen in klei of zand in zoet of zwak brakke waterige leefgebieden.